# Дрлупа (Краљево)
Дрлупа је насељено место града Краљева у Рашком округу. Према попису из 2022. било је 96 становника.

## Демографија
У насељу Дрлупа живи 121 пунолетни становник, а просечна старост становништва износи 45,1 година (42,2 код мушкараца и 48,0 код жена). У насељу има 47 домаћинстава, а просечан број чланова по домаћинству је 3,04.
Ово насеље је великим делом насељено Србима (према попису из 2002. године), а у последња три пописа, примећен је пад у броју становника.
|  |

| Демографија | Демографија | Демографија |
| Година      | Становника  | Становника  |
| ----------- | ----------- | ----------- |
| 1948.       | 334         |             |
| 1953.       | 349         |             |
| 1961.       | 319         |             |
| 1971.       | 262         |             |
| 1981.       | 200         |             |
| 1991.       | 171         | 171         |
| 2002.       | 143         | 143         |

| Етнички састав према попису из 2002.‍ | Етнички састав према попису из 2002.‍ | Етнички састав према попису из 2002.‍ | Етнички састав према попису из 2002.‍ | Етнички састав према попису из 2002.‍ |
| ------------------------------------ | ------------------------------------ | ------------------------------------ | ------------------------------------ | ------------------------------------ |
|                                      |                                      |                                      |                                      |                                      |
| Срби                                 | Срби                                 |                                      | 138                                  | 96,50%                               |
| Југословени                          | Југословени                          |                                      | 2                                    | 1,39%                                |
| непознато                            | непознато                            |                                      | 3                                    | 2,09%                                |

| Година пописа     | 1948. | 1953. | 1961. | 1971. | 1981. | 1991. | 2002. |
| ----------------- | ----- | ----- | ----- | ----- | ----- | ----- | ----- |
| Број домаћинстава | 70    | 73    | 80    | 73    | 67    | 64    | 47    |

| Број чланова      | 1  | 2  | 3 | 4 | 5 | 6 | 7 | 8 | 9 | 10 и више | Просек |
| ----------------- | -- | -- | - | - | - | - | - | - | - | --------- | ------ |
| Број домаћинстава | 11 | 13 | 8 | 2 | 6 | 5 | 2 | 0 | 0 | 0         | 3,04   |

| Пол    | Укупно | Неожењен/Неудата | Ожењен/Удата | Удовац/Удовица | Разведен/Разведена | Непознато |
| ------ | ------ | ---------------- | ------------ | -------------- | ------------------ | --------- |
| Мушки  | 60     | 11               | 37           | 4              | 5                  | 3         |
| Женски | 64     | 5                | 37           | 18             | 0                  | 4         |
| УКУПНО | 124    | 16               | 74           | 22             | 5                  | 7         |

| Пол    | Укупно                    | Пољопривреда, лов и шумарство | Рибарство                            | Вађење руде и камена | Прерађивачка индустрија       |
| ------ | ------------------------- | ----------------------------- | ------------------------------------ | -------------------- | ----------------------------- |
| Мушки  | 31                        | 15                            | 0                                    | 0                    | 9                             |
| Женски | 16                        | 10                            | 0                                    | 0                    | 1                             |
| УКУПНО | 47                        | 25                            | 0                                    | 0                    | 10                            |
| Пол    | Производња и снабдевање   | Грађевинарство                | Трговина                             | Хотели и ресторани   | Саобраћај, складиштење и везе |
| Мушки  | 0                         | 2                             | 1                                    | 1                    | 2                             |
| Женски | 0                         | 0                             | 1                                    | 0                    | 1                             |
| УКУПНО | 0                         | 2                             | 2                                    | 1                    | 3                             |
| Пол    | Финансијско посредовање   | Некретнине                    | Државна управа и одбрана             | Образовање           | Здравствени и социјални рад   |
| Мушки  | 0                         | 0                             | 1                                    | 0                    | 0                             |
| Женски | 0                         | 0                             | 0                                    | 0                    | 3                             |
| УКУПНО | 0                         | 0                             | 1                                    | 0                    | 3                             |
| Пол    | Остале услужне активности | Приватна домаћинства          | Екстериторијалне организације и тела | Непознато            | Непознато                     |
| Мушки  | 0                         | 0                             | 0                                    | 0                    | 0                             |
| Женски | 0                         | 0                             | 0                                    | 0                    | 0                             |
| УКУПНО | 0                         | 0                             | 0                                    | 0                    | 0                             |